# Norbert Roske
Norbert Roske (* 1. Juli 1937 in Oggersheim, Ludwigshafen am Rhein) ist ein deutscher Politiker (Die Grünen).
Er war in der 11. Wahlperiode ab dem 22. Juni 1990 als Nachrücker für die ausgeschiedene Abgeordnete Waltraud Schoppe für Die Grünen Mitglied des Deutschen Bundestages sowie in der 12. Wahlperiode vom 23. Oktober 1991 bis zum 20. Juni 1994 für Die Grünen (ab dem 21. September 1993 Fraktion Bündnis 90/Die Grünen) und in der 13. Wahlperiode Mitglied des Niedersächsischen Landtags.

## Ausbildung und Beruf
Nach dem Besuch der Volksschule und Höheren Handelsschule bis zur mittleren Reife in Limburg an der Lahn, Kirchheimbolanden, Gelnhausen und Mannheim absolvierte Norbert Roske in Mannheim eine kaufmännische Lehre, die er mit dem Kaufmannsgehilfenbrief abschloss. Das Wirtschaftsabitur erwarb er nach 3-jährigem Besuch der Friedrich-List-Schule, Mannheim. Nach der Reifeprüfung begann er 1958 ein Studium der Rechtswissenschaft an der Ruprecht-Karls-Universität Heidelberg, wechselte später aber die Fakultät auf Philosophie, Geschichte und öffentlichem Recht. 1969 wurde Norbert Roske im Fach Philosophie promoviert. Von 1970 bis 1982 war er an der Universität Göttingen als wissenschaftlicher Assistent bzw. Lehrbeauftragter tätig, danach war er zeitweise Lehrbeauftragter an der Universität Osnabrück. Von 1970 bis 1974 war er von der Niedersächsischen Landesregierung  für die Gründung der Universität Osnabrück freigestellt. Er war erster Vorsitzender des Gründungsausschusses der Universität Osnabrück und gehörte bis zur Eröffnung des Studienbetriebs mehreren Planungsausschüssen an. 1976 wurde seine Berufung auf eine Professorenstelle „Erkenntnistheorie und Methodologie der Sozialwissenschaften“ an der Universität Osnabrück von der Niedersächsischen Landesregierung abgelehnt, nachdem er für diese Stelle von der Berufungskommission, dem Fachbereichsrat und dem Senat vorgeschlagen worden war. 1991 gründete Norbert Roske ein Institut für ökologische Wirtschafts- und Regionalplanung (Ökoregio-Institut). Sein Arbeitsschwerpunkt ist regionale Wirtschaftsentwicklung.

## Politik
Während seines Studiums in Göttingen gehörte Norbert Roske dem Kommunistischen Bund Westdeutschland (KBW) an. 1985 trat er der Partei „Die Grünen“ bei, für die er in der 11. Wahlperiode kurz ab 1990 im Deutschen Bundestag (Mitglied des Wirtschaftsausschusses) und in der 12. und 13. Wahlperiode im Niedersächsischen Landtag saß. Hier war er Mitglied im Ausschuss für Haushalt und Finanzen und im Ausschuss für Bundes- und Europaangelegenheiten.

## Veröffentlichungen
Aufsätze
- Franz Dick und Norbert Roske: Die Kritische Theorie: auf hohem Roß im reaktionären Sumpf. Eine Polemik gegen Bassam Tibi. In: Kommunistische Volkszeitung. Nr. 46 vom 14. November 1977, S. 16
- nor. und gör: Befreiung von der Arbeit als Programm. Herbert Marcuse, Ziehvater des politischen Opportunismus in der demokratischen Bewegung. In: Kommunismus und Klassenkampf. Nr. 9, September 1979, S. 18–19

Bücher
- Freiheit und Souveränität; Vorarbeiten zu einem Begriff des Politischen. Heidelberg, Universität, Philosophische Fakultät, Dissertation von 1969
- Neuaufbau ohne Vorbild: Alternativen für den ökonomischen Aufbau und Ecksteine für den ökologischen Umbau in den Neuen Bundesländern. Klartext-Verlag, Essen 1992, ISBN 3-88474-030-X